# Pseudodera fulvicornis
Pseudodera fulvicornis es una especie de insecto coleóptero de la familia Chrysomelidae. Fue descrita científicamente en 2002 por Medvedev.